# 石原克哉
石原 克哉（いしはら かつや、1978年10月2日 - ）は、山梨県韮崎市出身の元サッカー選手、サッカー指導者。現役時代のポジションはミッドフィールダー
2001年のプロデビュー以来、ヴァンフォーレ甲府一筋のバンディエラ。

## 来歴
順天堂大学卒業後の2001年のシーズン開幕直後の4月にヴァンフォーレ甲府に加入し一年目から30試合に出場。以降もレギュラーに定着し、地元出身選手ということもあり名実ともに甲府の中心となっていく。2005年はJ2リーグ戦、入れ替え戦全試合に出場しチームの初昇格に大きく貢献。
J1初挑戦となった2006年、第2節のジェフユナイテッド市原・千葉戦（千葉2-2甲府、フクダ電子アリーナ）では右サイドからのクロスが流れたところを中央に折り返し堀井岳也の得点をアシスト。このゴールは甲府のJ1初ゴールである。またゴールを決めた堀井は同じ山梨県出身で、韮崎高校の先輩でもあり、J1初ゴールが地元で生まれ育った2人によりもたらされたことになった。またこの試合では左サイドからのセンタリングで2得点目もアシストし、甲府にJ1昇格初勝ち点をもたらした。以降も大木武監督時代の代名詞とも言われる4-3-3システムのウイングのポジションで、出場停止を除き全試合に出場し残留に貢献した。
2007年は前年キャプテンを務めていた倉貫一毅の退団によりキャプテンに就任する。自身はJ1での自己最多となる5得点を挙げるもチームはJ2に降格。
2011年は4年ぶりのJ1での戦いとなり、開幕戦は左サイドバックとして出場するも、怪我などもありリーグ戦出場は16試合にとどまった。
2013年、4年目の挑戦となったJ1で、新加入選手や若手の台頭、また自身の衰えもありなかなか出場機会を得られなくなっていたが、8月3日、第19節のセレッソ大阪戦でシーズン初の先発出場。左サイドからのセンタリングで河本明人の決勝点を演出した。それ以降はなかなか出場機会が訪れず10試合の出場にとどまったが、チームが残留を決めた第32節の大分トリニータ戦では途中出場。試合後城福浩監督はこの起用について「残留を決めるときにピッチに立っているべき選手」と考え起用したと語っている。
2014年の初先発となった第4節の横浜F・マリノス戦で決勝点を挙げ、チームのシーズンの初勝利に貢献。その後もシーズンを通して出場機会を得て、最終的に28試合(先発16試合)に出場し3得点を挙げ復活を印象付けるとともに、チームの残留に大きく貢献した。
しかしその後は膝の状態が思わしくなく出場機会を減らし、2017年10月12日に今季限りの現役引退を発表した。在籍17年は甲府クラブ時代を含めても最長であり、また他のチームに在籍したことがない選手としては同郷かつ高校の先輩でもある仲田建二の10年を大幅に塗り替えるものである。引退試合ではチームのJ2降格が決まったがサポーターからは背番号7のボードを掲げられ最後のチャントに身を包まれて引退した。
2018シーズンからはVF甲府のアンバサダーに就任。

## 特徴
- ポジションはミッドフィールダー（MF）であるが、2005年シーズン途中からフォワード（FW）としてバレー・長谷川太郎のツートップの下に配置され昇格に貢献したり、2009年はディフェンダー（DF）としてサイドバックに配置されることもあった。
- 大学卒業後はサッカーから離れることも考えていたが周囲の説得もあり開幕直後に練習生として甲府に加入。しかし加入した2001年は経営危機でチームの存続が危ぶまれていた時期であり、学校の校庭を借りた紅白戦も選手が足りずコーチや地元の高校生を借りてやりくりする有様だった。またA契約に替わった後も月給はわずか5万円という状況だった。それでも石原は度重なる怪我を負いながらも17年間プレーを続けている[6]。

## 所属クラブ
- 1985年 - 1990年 韮崎サッカースポーツ少年団
- 1991年 - 1993年 韮崎市立韮崎西中学校
- 1994年 - 1996年 山梨県立韮崎高等学校
- 1997年 - 2000年 順天堂大学
- 2001年 - 2017年  ヴァンフォーレ甲府

## 個人成績
| 国内大会個人成績 | 国内大会個人成績 | 国内大会個人成績 | 国内大会個人成績 | 国内大会個人成績 | 国内大会個人成績 | 国内大会個人成績 | 国内大会個人成績 | 国内大会個人成績 | 国内大会個人成績 | 国内大会個人成績 | 国内大会個人成績 |
| 年度             | クラブ           | 背番号           | リーグ           | リーグ戦         | リーグ戦         | リーグ杯         | リーグ杯         | オープン杯       | オープン杯       | 期間通算         | 期間通算         |
| 年度             | クラブ           | 背番号           | リーグ           | 出場             | 得点             | 出場             | 得点             | 出場             | 得点             | 出場             | 得点             |
| 日本             | 日本             | 日本             | 日本             | リーグ戦         | リーグ戦         | リーグ杯         | リーグ杯         | 天皇杯           | 天皇杯           | 期間通算         | 期間通算         |
| ---------------- | ---------------- | ---------------- | ---------------- | ---------------- | ---------------- | ---------------- | ---------------- | ---------------- | ---------------- | ---------------- | ---------------- |
| 1999             | 順大             | 17               | -                | -                | -                | -                | -                | 3                | 2                | 3                | 2                |
| 2001             | 甲府             | 27               | J2               | 30               | 2                | 1                | 0                | 3                | 0                | 34               | 2                |
| 2002             | 甲府             | 14               | J2               | 40               | 4                | -                | -                | 3                | 1                | 43               | 5                |
| 2003             | 甲府             | 14               | J2               | 42               | 4                | -                | -                | 1                | 0                | 43               | 4                |
| 2004             | 甲府             | 14               | J2               | 36               | 3                | -                | -                | 1                | 0                | 37               | 3                |
| 2005             | 甲府             | 14               | J2               | 44               | 3                | -                | -                | 2                | 0                | 46               | 3                |
| 2006             | 甲府             | 7                | J1               | 33               | 2                | 5                | 1                | 3                | 0                | 41               | 3                |
| 2007             | 甲府             | 7                | J1               | 34               | 5                | 8                | 1                | 2                | 1                | 44               | 7                |
| 2008             | 甲府             | 7                | J2               | 38               | 2                | -                | -                | 2                | 0                | 40               | 2                |
| 2009             | 甲府             | 7                | J2               | 46               | 0                | -                | -                | 1                | 0                | 47               | 0                |
| 2010             | 甲府             | 7                | J2               | 26               | 0                | -                | -                | 0                | 0                | 26               | 0                |
| 2011             | 甲府             | 7                | J1               | 16               | 1                | 0                | 0                | 1                | 0                | 17               | 1                |
| 2012             | 甲府             | 7                | J2               | 23               | 1                | -                | -                | 0                | 0                | 23               | 1                |
| 2013             | 甲府             | 7                | J1               | 10               | 0                | 1                | 0                | 1                | 0                | 12               | 0                |
| 2014             | 甲府             | 7                | J1               | 28               | 3                | 4                | 0                | 3                | 0                | 35               | 3                |
| 2015             | 甲府             | 7                | J1               | 13               | 0                | 0                | 0                | 3                | 0                | 16               | 0                |
| 2016             | 甲府             | 7                | J1               | 8                | 0                | 0                | 0                | 0                | 0                | 8                | 0                |
| 2017             | 甲府             | 7                | J1               | 0                | 0                | 2                | 0                | 0                | 0                | 2                | 0                |
| 通算             | 日本             | 日本             | J1               | 142              | 11               | 20               | 2                | 13               | 1                | 175              | 14               |
| 通算             | 日本             | 日本             | J2               | 325              | 19               | 1                | 0                | 13               | 1                | 339              | 20               |
| 通算             | 日本             | 日本             | 他               | -                | -                | -                | -                | 3                | 2                | 3                | 2                |
| 総通算           | 総通算           | 総通算           | 総通算           | 467              | 30               | 21               | 2                | 29               | 4                | 517              | 36               |

その他の公式戦
- 2005年 J1・J2入れ替え戦（対柏レイソル戦）：2試合0得点

出場歴
- Jリーグ初出場 - 2001年4月21日 J2 第7節 対横浜FC戦 (三ツ沢)
- Jリーグ初得点 - 2001年6月16日 J2 第15節 対横浜FC戦 (小瀬)

## 指導歴
- 2018年 - ヴァンフォーレ甲府
  - 2018年 - 2019年 アンバサダー
  - 2020年 U-15 コーチ
  - 2021年 - U-18 コーチ